# John Graf
John D. Graf, né le 3 décembre 1968 à Vancouver (Canada), est un ancien joueur de rugby à XV canadien, évoluant au poste de demi de mêlée pour l'équipe nationale du Canada.

## Carrière

### Clubs successifs
- UBC Old Boys Ravens : 1989-1991
- Sporting Club decazevillois : 1991-1992
- UBC Old Boys Ravens : 1992-1996
- Bridgend RFC : 1996-1997
- UBC Old Boys Ravens : 1997-1999

### Équipe nationale
John Graf a connu 54 sélections internationales en équipe du Canada, il fait ses débuts le 2 septembre 1989 contre le XV d'Irlande, enchaîne le 23 septembre 1989 contre les États-Unis. Sa dernière apparition canadienne a lieu le 14 octobre 1999 contre les Namibiens.  
Il joue six matchs de Coupe du Monde : 1991, 1995, 1999.

## Palmarès

### Sélections nationales
- 54 sélections en équipe du Canada
- 9 essais, 7 transformations, 9 pénalités, 1 drop
- 89 points
- Nombre de sélections par année : 2 en 1989, 1 en 1990, 2 en 1991, 2 en 1992, 4 en 1993, 5 en 1994, 9 en 1995, 6 en 1996, 7 en 1997, 9 en 1998, 7 en 1999.

- participation à la Coupe du Monde 1991 (1 match disputé, 1 comme titulaire), 1995 (3 matchs disputés, 3 comme titulaire), 1999 (2 matchs disputés, 0 comme titulaire).

- Il était aussi joueur international au sein de l' Équipe du Canada de rugby à sept avec qui il a participé à la Coupe du monde de rugby à sept 1993 et à la Coupe du monde de rugby à sept 1997.